# Otto Peltzer (homme politique)
Pour les articles homonymes, voir Peltzer.
Otto Peltzer, né le 29 novembre 1836 à Stolberg en Prusse, et mort le 17 janvier 1919 à Oak Park dans l'Illinois, est un homme politique, auteur et dramaturge germano-américain. Lorsqu'il est enfant, sa famille et lui partent aux États-Unis, puis en 1850, il arrive seul à Chicago, dans l'Illinois. Là, il gravit les échelons du département des travaux publics, devenant finalement greffier adjoint de Chicago. Il siège une fois à la Chambre des représentants de l'Illinois. Pendant son temps libre, Peltzer traduit et écrit des œuvres théâtrales.

## Biographie
Otto Peltzer naît le 29 novembre 1836 à Stolberg en Prusse. Son père arrive en Amérique en 1849 et s'installe dans une ferme du Wisconsin. Lorsque Peltzer a treize ans, il s'installe à Chicago et occupe un poste au bureau du greffier de Chicago. En 1857, il décide de faire carrière dans le droit, mais abandonne cette voie trois ans plus tard. Peltzer devint ensuite dessinateur en chef du conseil des travaux publics, où il supervise les relevés des quais de la rivière Chicago et compile les atlas de la ville. En 1869, il est élu collecteur d'impôts du nord de Chicago.
En 1871, le grand incendie de Chicago détruit tous les documents de la ville et du comté, et Peltzer publie rapidement l'Atlas de Chicago, réalisé à partir de sa collection personnelle. En 1872, il est élu à la Chambre des représentants de l'Illinois en tant que républicain libéral, pour un mandat de deux ans. Il présente des projets de loi en faveur de l'éducation obligatoire, de la création d'un conseil de santé au niveau de l'État et de l'octroi de licences pour les géomètres, les médecins et les pharmaciens. Il retourne au conseil des travaux publics après son mandat, puis est nommé greffier adjoint en décembre 1876. En avril 1878, il démissionne et ouvre un bureau de titres et d'extraits sous le nom d'Otto Peltzer & Co.
Pendant son temps libre, Peltzer s'adonne à l'écriture, notamment pour des pièces de théâtre. En 1868, il traduit en anglais le « Notre Père des Francs-Maçons », qui devient un récital populaire lors des réunions de la franc-maçonnerie. Il traduit Uriel Acosta de Karl Gutzkow, une tragédie sur la vie d'Uriel da Costa, qui est jouée pendant plusieurs semaines à l'Opéra de Crosby. Florenz Ziegfeld, Sr., qui dirige le Chicago Musical College, produit l'une de ses ballades dramatiques. L'un de ses drames de la vie domestique est joué au McVickers Theatre. En 1887, il fonde le périodique The Moralist and the Theatre.
Peltzer épouse Annie Langden en 1861. Ils ont quatre enfants, un fils et trois filles : Oscar E., Lottie, Laura et Louise. Il meurt le 17 janvier 1919 à Oak Park dans l'Illinois.